# Авинное
Авинное — упразднённая деревня в Холмском районе Новгородской области России.

## География
Урочище находится в южной части Новгородской области, в зоне хвойно-широколиственных лесов, на левом берегу реки Малый Тудер, на расстоянии примерно 9 километров (по прямой) к югу от города Холм, административного центра района.

### Климат
Климат района характеризуется как умеренно континентальный, с относительно мягкой продолжительной зимой и умеренно тёплым летом. Среднегодовая многолетняя температура воздуха составляет 4,4 °С. Средняя многолетняя температура самого холодного месяца (января) составляет −8,5 °С (абсолютный минимум — −48 °C); самого тёплого месяца (июля) — 17 — 17,5 °C (абсолютный максимум — 35 °C). Безморозный период длится около 130—135 дней. Среднегодовое количество атмосферных осадков — 700—800 мм, из которых большая часть выпадает в тёплый период. Снежный покров держится в течение 120—130 дней.

## История
В «Списке населенных мест Псковской губернии по сведениям 1872—1877 годов» населённый пункт упомянут как деревня Авинное (Овиново) Лучано-Бросинской волости Холмского уезда, расположенная при Малом Тудере, в 12 верстах от уездного города. В деревне насчитывалось 3 двора и проживало 17 человек (6 мужчин и 11 женщин)
До 1975 года входила в состав Зайцевского сельсовета, после упразднения которого была передана в состав Медовского сельсовета. Решением облисполкома № 46 от 26 января 1976 года объединена с деревней Лосево.